# Wahlenbergia divergens
Wahlenbergia divergens är en klockväxtart som beskrevs av A.Dc. Wahlenbergia divergens ingår i släktet Wahlenbergia och familjen klockväxter. Inga underarter finns listade i Catalogue of Life.